# Finlands fastighetsförbund
Finlands fastighetsförbund (finska: Suomen Kiinteistöliitto) är en 1907 grundad sammanslutning av lokala fastighetsägareföreningar (äldst bland dem den i Tavastehus, grundad 1893) med uppgift att bevaka fastighetsägarnas intressen. 
Finlands fastighetsförbund består i dag (2010) av 25 regionala fastighetsföreningar och föreningen Finlands hyresvärdar, som arbetar i förbundets hus (1898, Grahn, Hedman & Wasastjerna) vid Annegatan i Helsingfors. Förbundet representerar omkring 20 000 fastigheter där inemot två miljoner bor och drygt en miljon arbetar. Medlemmar i förbundet är bostadsaktie- och fastighetsbolag, hyresvärdar, stora fastighetsägare och byggherrar samt företag inom fastighetsskötsel. 
Finlands fastighetsförbund äger förlaget Kiinteistöalan Kustannus Oy som ger ut bland annat facklitteratur på området och tidskriften Suomen kiinteistölehti/Finlands fastighetstidning (grundad 1922), en utbildningscentral för fastighetsbranschen och ingenjörsbyrån Suomen Talokeskus Oy (grundad 1923).